# مسیر طالبی
مسیر طالبی یا سیاحت‌نامهٔ میرزا ابوطالب لندنی، از اولین سفرنامه‌های ایرانیان در اوایل سدهٔ سیزدهم هجری قمری است. او غرب آسیا و اروپا را سیاحت کرد.
مسیر طالبی را حسین خدیو جم تصحیح و در سال ۱۳۶۳ در تهران چاپ کرده‌است.

## بخشی از سیاحت نامه
قسمتی از دیدار او با سراسقف لندن:
روزی از ذکر محمد صلی الله علیه و آله و سلم در انجیل و وصیت عیسی علیه السلام به اطاعت او مر امّت خود را، بدو سخن گفتم. عجالتاً انکار این خبر کرده، جواب منقّح را به هفته بعد حواله نمود. روز موعود اقرار خبر کرد (و به موضوع اعتراف نمود) و انجیل قدیم به زبان «گریک» یونانی و آن موضع را که این ذکر بعینه چون (مانند) آیة کریمه {وَ مُبَشِّراً بِرَسُولٍ یَأْتِی مِنْ بَعْدِی اسْمُهُ أَحْمَد}۱ در آنجا مندرج بود، برآورده به من نمود. گفتم: چون انجیل از کتب سماوی و عیسی علیه السلام مقبول شماست، چرا اطاعت امر او نمی‌کنید؟ گفت: گمان کنیم که این الفاظ، الحاق قیصری از قیاصرهٔ روم است که بعد شیوع اسلام مایل به آن مذهب شده بود. گفتم: اوّل (یعنی اولاً، الحاق در امثال این کتب که نقل آن در پیش هرکس می‌باشد محال است و ثانیاً: چه خواهی گفت در اخبار کتب تواریخ جانبین (مسلمانان و مسیحیان) که مقوّی (یعنی مؤیّد) قدامت (یعنی قدمت و دیرینگی) خبر مذکور و عدم الحاق آن است و آن این که در حیات محمد صلی الله علیه و آله و سلم چون با نصارا گفتگو به میان آمد و محمد ـ صلوات الله و سلامه علیه ـ می‌فرمود: و من آن احمد موعودم که عیسی علیه السلام وصیت اطاعت من کرده، نصارا انکار اصل خبر نمی‌کردند بلکه می‌گفتند: تو آن شخص موعود نیستی و ما وجود او را منتظرانیم. اگر این الفاظ، عبارت قدیم نبودی، بایستی جواب دهند که ما چنین وصیت از عیسی علیه السلام نداریم خندید و گفت: تو مگر به انگلند (انگلستان) آمده‌ای تا همه را از مذهب قدیم بگردانی؟

## منبع
- مسیر طالبی یا سفرنامه میرزا ابوطالب خان، ص۲۴۹. به کوشش حسین خدیو جم، چاپ سازمان انتشارات و آموزش انقلاب اسلامی، نوبت دوّم، ۱۳۶۳ش.
- old.hajj.ir/hadjwebui/library/wfViewBookPage.aspx?bookId=۱۸۰۲